# Seychellerna i olympiska sommarspelen 1980
Seychellerna deltog i de olympiska sommarspelen 1980 med en trupp bestående av elva deltagare, nio män och två kvinnor, vilka deltog i 15 tävlingar i två sporter. Ingen av landets deltagare erövrade någon medalj.

## Friidrott
Herrarnas 100 meter
- Marc Larose
  - Heat — 10.62 (→ gick inte vidare)

Herrarnas 200 meter
- Casey Casimir De Pereira
  - Heat — 21.29 (→ gick inte vidare)

Herrarnas 4 x 100 meter stafett
- Vincent Confait, Regis Tranquille, Marc La Rose, och Casey Casimir De Pereira
  - Heat — 41.71 (→ gick inte vidare)

Herrarnas 4 x 400 meter stafett
- Vincent Confait, Regis Tranquille, Marc La Rose, och Casey Casimir De Pereira
  - Heat — 3:09.2 (→ gick inte vidare)

Herrarnas 110 meter häck
- Antonio Gopal
  - Heat — 16.36 (→ gick inte vidare)

Herrarnas 3 000 meter hinder
- Albert Marie
  - Heat — 9:19.7 (→ gick inte vidare)

Herrarnas maraton
- Albert Marie
  - Final — avbröt (→ ingen placering)

Herrarnas tresteg
- Arthure Agathine
  - Kval — 14.21 m (→ gick inte vidare, 20:e plats av 23)

Damernas 100 meter
- Bessey de Létourdie
  - Heat — 13.04 (→ gick inte vidare)

Damernas 800 meter
- Margaret Morel
  - Heat — 2:17.0 (→ gick inte vidare)

Damernas 1 500 meter
- Margaret Morel
  - Heat — 4:37.9 (→ gick inte vidare)